# هنکاک (حوزه سرشماری)، نیوهمپشایر
هنکاک (به انگلیسی: Hancock) یک منطقهٔ مسکونی در ایالات متحده آمریکا است که در نیوهمپشایر واقع شده است. هنکاک ۱٫۰۹ کیلومتر مربع مساحت و ۲۰۴ نفر جمعیت دارد و ۲۶۵٫۱۸ متر بالاتر از سطح دریا قرار دارد.